# Sega System 32
System 32 foi uma placa de arcade lançado pela Sega no começo da década de 1990. Sucedeu ao Sega System 24 com um processador RISC a 16 MHz. Entre os jogos mais famosos estão Golden Axe, Rad Mobile e Sega Sonic the Hedgehog.
Houve também uma versão da placa, chamada de System Multi 32. Similar à original, utilizava dois monitores para cada jogo.

## Especificações
- CPU principal: NEC V60 a 16.107950 MHz
- CPU de som: ZiLOG Z80 a 8.053975 MHz
- Chip de áudio: 2x Yamaha YM3438 a 8.053975 MHz + Ricoh RF5c68 a 12.5 MHz
- Resolução de tela: 320 x 224
- Cores: 16384

## Lista de jogos para System 32
- Air Rescue (1992)
- Alien 3: The Gun (1993)
- Arabian Fight (1992)
- Burning Rival (1993)
- Dark Edge (1992)
- Dragon Ball Z: V.R.V.S. (1994)
- F1 Exhaust Note (1991)
- F1 Super Lap (1992)
- Golden Axe: The Revenge of Death Adder (1993)
- Holosseum (1992)
- Jurassic Park (1994)
- Rad Mobile (1990)
- Rad Rally (1991)
- SegaSonic the Hedgehog (1993)
- Slipstream (1995)
- Spider-man: The Video Game (1991)
- Super Visual Football / Super Visual Soccer / The J.League (1994)

## Lista de jogos para System Multi 32
- Hard Dunk (1994)
- OutRunners (1992)
- Stadium Cross (1992)
- Title Fight (1992)